# Салезианские сотрудники
Ассоциация Салезианских Сотрудников (итал. Associazione Cooperatori Salesiani, ACS, член Салезианской семьи) ― общественная ассоциация, основанная св. Иоанном Боско 9 мая 1876 года в Турине (Италия). Замысел общественной организации, соединяющий мирян с монашествующими, появился у дона Боско в самом начале, в пору первого организованного им Оратория.
Покровителями являются св. Иоанн Боско, св. Франциск Сальский

## Сводка
на 31 января 1988 года: статистика, собранная к столетнему юбилею со дня смерти дона Боско
— 1200 формально учрежденных или находящихся на стадии учреждения центров
— 24 250 сотрудников с новыми дипломами и 35 000 со старыми
— 6 135 человек ожидают принятия в сотрудники

## История
В 1841 году молодой священник Иоанн Боско начал собирать бедных подростков с улиц и обучать их грамоте, катехизису, прививать нормы этикета и развлекать детей играми. Вскоре дону Боско понадобились помощники. Он намеревался создать общество, которое бы объединяло всех желающих участвовать в его замыслах: мирян и монахов.
Римские Церковные власти не разрешили ему этого, и тогда Иоанн Боско основал две отдельные ветви для мирян и монашествующих: Посвященных Салезианцев (1895) и Ассоциацию Сотрудников (1876), для которых лично написал специфический Устав с характерным названием: «Салезианские сотрудники, или практический способ принести пользу добронравию и гражданскому обществу».
В Уставе говорилось о необходимости ответственного исполнения своей работы, активного участия в салезианской миссии в мирской жизни.

Такие люди, став Салезианскими сотрудниками, могут по-прежнему заниматься своими обязанностями и продолжать жить в кругу семьи…

Также, в уставе говорилось о необходимости углубления своей духовности:

Салезианским сотрудникам не предписывается никакой внешней деятельности, но, чтобы их жизнь в какой-то мере походила на жизнь в монашеской общине, желательно, чтобы они соблюдали: 1) скромность в одежде, 2) умеренность в еде, 3) простоту в домашней обстановке, 4) скромность в беседе, 5) точность в исполнении своего долга.

Первой, и самой знаменитой сотрудницей, конечно же, была мать Иоанно Боско, Маргарита, с 1846 до смерти в 1856 году.
Ассоциацию Сотрудников одобряет 9 мая 1876 года папа Пий IX и даёт ему самостоятельное юридическое лицо.
После Второго Ватиканского собора (1971 - 1972 годы) проводится обновление, пишется новый Устав на основе Устава Дона Боско, приспособленный к новым требованиям.
9 мая 1986 года Папа одобряет новые Правила апостольской жизни, начинают выдаваться дипломы нового образца.

## Миссия
Правила Апостольской жизни обновлены после Второго Ватиканского собора, обнародованы в 1986 году и одобрены Святым Престолом.
В них описывается сущность Салезианских сотрудников, которые должны быть:
- зрелыми с человеческой точки зрения людьми;
- искренними, убежденными верующими католиками;
- активными членами Церкви;
- мирянами, которые через повседневные дела приносят своё свидетельство, оживляют евангельскими и салезианскими ценностями человеческую жизнь. Сотрудник - истинный салезианец в миру.
- людьми, которые считают себя призванными участвовать в деле воспитания повсюду, руководствуясь апостольскими замыслами дона Боско;

Все Салезианские сотрудники призваны по-салезиански следовать миссии Церкви; но каждый сотрудник осуществляет свою апостольскую деятельность таким образом, чтобы полнее раскрыть свою семейную и профессиональную ответственность, таланты, склонности и так далее.
Мирской Салезианский характер сотрудников приводит к тому, что они выбирают некоторые области деятельности в зависимости от личных обстоятельств и возможностей:
- создание семьи и усыновление детей;
- работа в школах и воспитательных центрах;
- организация молодёжных центров, Ораториев;
- организация и помощь в развитии Церковных структур, работа в центрах SDB, FMA и др.;
- работа в СМИ;
- занятость в политической области, социальной сфере, волонтёрство;
- занятость в гражданских, культурных, социополитических и экономических структурах;
- работа на иных предприятиях и фабриках.

## Организация
Основным ядром является местный центр, объединяющий сотрудников, живущих в одном районе.
Обычно он учреждается при центре SDB или FMA. Ответственным выбирают одного сотрудника ― координатора, которому помогает совет сотрудников. Региональный директор салезианцев поручает своему делегату, члену SDB или FMA, духовное формирование объединения Сотрудников и является гарантом верности Салезианской харизме.
Такова же структура на областном, национальном и межнациональном уровнях.
Настоятелем всей Ассоциации является генеральный настоятель салезианцев.
В Ассоциацию принимают после периода формирования, длящегося, в среднем, от 2-х лет.